# Tatort: Am Abgrund
Am Abgrund ist ein Fernsehfilm aus der Krimireihe Tatort mit dem Ludwigshafener Ermittlerduo Lena Odenthal (Ulrike Folkerts) und Mario Kopper (Andreas Hoppe). Es handelt sich um die 596. Tatort-Folge und eine Produktion des SWR in Zusammenarbeit mit Maran Film. Die Episode wurde am 24. April 2005 im Ersten Deutschen Fernsehen zum ersten Mal ausgestrahlt.
Die Ermittler sind auf der Suche nach einem Unbekannten, der alleinstehende und vermögende Damen zu windigen Aktiengeschäften überredet und in der Folge zum Mörder wird.

## Handlung
Ben ist ein erfolgreicher Broker, der seinen Charme besonderes bei reifen und vermögenden Damen spielen lässt, um so leichter an ihr Geld zu kommen. Als Elisabeth von Hagen seine windigen Geschäfte durchschaut und droht ihn anzuzeigen, ertränkt er sie in ihrer Badewanne. Kurz darauf wird sie aus dem Rhein gefischt, allerdings ist für die Polizei die Identität des Opfers noch unklar.
Ben lebt mit seiner Freundin Vera zusammen, die aus Russland stammt und seit drei Jahren in Deutschland ist. Als er ihr überraschend einen Ring schenkt, wird sie misstrauisch. Da sie bei einem Juwelier arbeitet, fällt es ihr nicht schwer nachzusehen, ob er irgendwie registriert ist. Dabei muss sie feststellen, dass der Ring Elisabeth von Hagen gehört, einer Kundin ihres Arbeitgebers. Da sie kürzlich auch Bens Auto auf dem Grundstück der Dame hat stehen sehen, will sie bei ihr nachfragen, doch trifft sie in der Villa niemanden an – allerdings steht Bens Sportwagen in der Garage.
Ben begibt sich inzwischen unbekümmert zu Rosemarie Baal, eine seiner Kundinnen, um ihr zu verkünden, dass er ihr Geld gewinnbringend angelegt hätte. Das nimmt sie zum Anlass, gleich mit ihm zu feiern und die Zukunft zu planen. Sie will ihm sogar ein neues Auto kaufen, da er verlauten ließ, im Moment keins mehr zu haben.
Durch einen Presseaufruf wird die Identität der Wasserleiche geklärt. Umgehend sehen sich Odenthal und Kopper in der Villa um. Von Hagens Nachbarin erfahren sie, dass Frau von Hagen seit einiger Zeit einen jungen Freund hatte. Die Spurensicherung findet schnell heraus, dass nicht eingebrochen wurde und weder Schmuck noch Aktien im Safe fehlen. Nachweislich ist das Opfer in der Badewanne ertränkt und anschließend im Rhein versenkt worden. Kopper ist begeistert von dem Alfa Romeo Spider, der in der Garage steht und für die Ermittler ist offensichtlich, dass der junge Liebhaber auch der Mörder ist, den sie nun finden müssen. Becker findet eindeutige Spuren die belegen, dass die Leiche mit dem Auto transportiert wurde. Allerdings gibt es keinerlei Anhaltspunkte auf die Identität des unbekannten Gigolos. Seltsamerweise liegt die Villa unmittelbar an Odenthals Joggingstrecke. Sie erinnert sich vor kurzem eine junge Joggerin interessiert – durch den Zaun – die Villa beobachtet zu haben.
Als Ben am Abend zu Vera nach Hause kommt spricht sie ihn auf Frau von Hagen an, doch dieser tut, als ob nichts wäre. Selbst als sie sagt, dass sie sein Auto in ihrer Garage gesehen hat, gibt er nichts zu. Hagen wäre nur eine Kundin, allerdings hätte sie ihm den Wagen geschenkt und nun wieder zurückgefordert, als sie zu viele Bedingungen daran knüpfen wollte.
Auf der Suche nach dem unbekannten jungen Mann kontaktieren Odenthal und Kopper den Autohändler, welcher Frau von Hagen den Alfa Romeo verkauft hatte. Dieser weiß jedoch nichts von einem Mann und war der Meinung, Frau von Hagen hätte den Wagen für sich gekauft. Als jedoch am nächsten Tag wieder eine ältere Dame erscheint und einen Alfa Romeo kaufen will wird er skeptisch, denn er hatte die Pressemeldungen verfolgt und ahnt, für wen der Wagen ist. Als Rosemarie Baal tags darauf mit Ben erscheint, um den Wagen zu besichtigen, nutzt der Händler seine Chance. Noch bei der Probefahrt, bei der er mit Ben allein ist, lässt der Autohändler keinen Zweifel daran, dass er den jungen Mann durchschaut hat und versucht ihn zu erpressen. Es kommt zu einem Handgemenge in dessen Folge der Autohändler stirbt. Ben forciert daraufhin seine Bemühungen aus Deutschland zu flüchten. Per Telefon verabschiedet er sich von der Beziehung mit Vera, die das aber so nicht hinnehmen und sich mit ihm in einem Café treffen will. Zufällig sieht Odenthal die junge Frau, die sie als die morgendliche Joggerin erkennt und spricht sie auf Frau von Hagen an. Doch sie blockt ab und verschwindet, ehe Odenthal unangenehme Frage stellen kann. Trotzdem behält Odenthal sie im Visier und sucht sie zu Hause auf um sie nach ihrem Freund zu fragen. Denn nach ihrer Recherche ist offensichtlich, dass sie mit dem Gesuchten befreundet ist. Vera gibt an, dass Ben demnächst nach Australien wollte. Odenthal versucht sie unter Druck zu setzen, damit sie gegen ihren Freund aussagt und sie hat Erfolg. Vera vermutet, dass Ben sich bei Rosemarie Baal aufhält. Als die Ermittler dort eintreffen, ergreift Ben zunächst die Flucht, kann dann aber festgenommen werden.

## Hintergrund
Der Film wurde vom Südwestrundfunk in Zusammenarbeit mit Maran Film produziert und in Ludwigshafen, Baden-Baden und Karlsruhe gedreht.

## Rezeption

### Einschaltquoten
Die Erstausstrahlung von Am Abgrund am 24. April 2005 wurde in Deutschland insgesamt von 9,03 Millionen Zuschauern gesehen und erreichte einen Marktanteil von 24,70 Prozent für Das Erste.

### Kritik
Die Kritiker der Fernsehzeitschrift TV Spielfilm schreiben über diesen Tatort: „Nicht abgründig, aber unterhaltsam.“